# Bālesīn-e Sharīfābād
Bālesīn-e Sharīfābād är en ort i Iran.   Den ligger i provinsen Östazarbaijan, i den nordvästra delen av landet, 400 km nordväst om huvudstaden Teheran. Bālesīn-e Sharīfābād ligger 1 710 meter över havet och antalet invånare är 207.
Terrängen runt Bālesīn-e Sharīfābād är platt söderut, men norrut är den kuperad. Runt Bālesīn-e Sharīfābād är det ganska glesbefolkat, med 40 invånare per kvadratkilometer. Närmaste större samhälle är Torkmanchay, 11,8 km sydost om Bālesīn-e Sharīfābād. Trakten runt Bālesīn-e Sharīfābād består i huvudsak av gräsmarker.